# トルセトラピブ
トルセトラピブ（Torcetrapib）は主にHDLコレステロールを上昇させることで脂質異常症を治療し冠動脈疾患を予防することを目的として、かつて開発されていた化合物である。ファイザーにより、単剤またはアトルバスタチンとの合剤として臨床試験が進められていたが、第III相臨床試験の中間解析で治験薬群で全死亡・心血管障害が増加したために2006年12月に開発が中止された。

## 作用機序
コレステリルエステル転送蛋白（CETP）を阻害し、HDLからLDLおよびVLDLへのコレステロール転送を阻害することでアテローム性動脈硬化の発症を抑制する。
トルセトラピブはCEPT阻害薬のうち最初に開発が完了すると予想されていた。

## 臨床試験
トルセトラピブの開発は1990年頃に開始された。開発コードCP-529414。最初にヒトに投与されたのは1999年であった。
2004年の臨床試験（患者数19名、非無作為化）で、トルセトラピブ単剤ならびにスタチン併用時でのHDL増加およびLDL減少効果が確認された。
9本の第III相臨床試験が実施された。この内ILLUSTRATEスタディでは15,000人の患者をトルセトラピブ群と偽薬群に無作為化し、投与後12ヶ月でトルセトラピブ群でHDL-コレステロールが72%上昇、LDL-コレステロールが25%低下等の結果を得たが、最大血圧が5.4mm Hg上昇し、心血管障害のハザードが1.25倍、全死亡のハザードが1.58倍となった（両ハザードの上昇は有意）。この結果を受けて、トルセトラピブに関する全ての臨床試験が中止された。さらに、完遂した研究の1つは「トルセトラピブは臨床的に有益ではなく、開発を継続すべきでない。」と結論している。